# Donkey Kong: King of Swing
Donkey Kong: King of Swing, es un videojuego tipo rompecabezas para GBA. Esta es la primera parte de la serie DK. Su jugabilidad es similar al juego de NES, Clu Clu Land, pero ha sido reprogramado en ciertos aspectos para proveer un sentimiento más aventurero. En esta ocasión Donkey Kong junto a Diddy Kong, deben aventurarse a través de cinco mundos para poder ganar medallas “Jungle Jam” las cuales el rey “K. Rool” robo y esparció por todo los niveles.

## Historia
El juego comienza durante el torneo “Jungle Jam", donde se está llevando a cabo un gran festival en la isla Donkey Kong. Durante el torneo las medallas son otorgadas como premios para diferentes concursos, como romper barriles y saltarlos, el ganador es nombrado “Héroe” de la isla. El rey K. Rool, por otra parte, intenta arruinar el torneo y roba todas las medallas antes que comience dicho torneo, proclamándose  asimismo “Héroe de la jungla”. Donkey Kong manda al leader Kremling a buscar todas las medallas para restaurar la paz en la isla.

## Modalidades de juego
- Aventura: Es la modalidad principal del juego

- Solo: En esta modalidad participas del torneo. Hay un total de 12 eventos jugables. El jugador puede elegir entre Donkey Kong, Diddy Kong, Dixie Kong y Funky Kong. Además puedes desbloquear a Bubbles, Winkly Kong, King K. Rool y a Kritter. El sistema controla a los demás participantes.

- Multijugador: Igual a la modalidad solo, con la diferencia que pueden jugar hasta 4 jugadores a través del "game link cable".

- Extras: En esta modalidad puedes jugar de diferentes formas, Time Attack y modalidad Diddy, que permite utilizar a Diddy Kong en vez de a DK en el modo aventura.

### Diferencias de la modalidad Diddy
- No está presente el tutorial.

- Las bananas ya no están esparcidas a simple vista sino que hay que romper cajas o destruir enemigos.

- Los cocos de cristal se removieron, como resultado no hay más barriles y escenarios bonus.

- Diddy es ligeramente más rápido y salta ligeramente más alto que Donkey Kong

## Controles
Los controles son simples, “L” para hamacarse hacia la izquierda y “R” para hamacarse hacia la derecha. Si el botton “L” se deja sostenido DK se hamacara en un lugar fijo, y viceversa con la “R”. Si el botón es ligeramente apretado, DK volara en la dirección que este apuntando.
En el suelo, DK puede caminar más rápido pulsando las teclas “L” y “R” rápidamente; al pulsarlas simultáneamente él hará un gran salto.
También puede atacar, manteniendo presionado las teclas “L” y “R” a la vez.
Finalmente, DK puede embestir presionando la tecla “B” (10 bananas restaura una unidad de hp) e irse bananas “Go Bananas” utilizando la tecla “A” (20 bananas lo vuelven invencible y saltar más alto)

## Personajes

### Primeros
- Donkey Kong
- Diddy Kong
- Dixie Kong
- Funky Kong

### Desbloqueables
- Kremling - consiguiendo 6 Medallas de oro en "Jungle Jam".
- Wrinkly Kong - Consigue los 20 cocos de cristal como Donkey Kong.
- King K. Rool - Consigue 12 Medallas en "Jungle Jam".
- Bubbles - Terminar el "Diddy Mode" y conseguir todas las 24 medallas.

### Personajes no jugables
- Cranky Kong
- Candy Kong

### Jefes
- Congazuma
- Fire Necky
- Davy Bones
- Sassy Squatch
- King K. Rool

## Mundos

### Jungla
- Banana Bungalow
- Tropical Treetops
- Contraption Cave
- Puzzling Pyramid
- Congazuma's Castle

### Lejano Oeste
- Necky's Canyon
- Cactus Woods
- Treacherous Twister
- Madcap Mine
- Fire Necky's Nest

### Mundo acuático
- Risky Reef
- Lockjaw Falls
- Kremling Kamp
- Ship of Souls
- Davy Bones' Locker

### Mundo de Hielo
- Cold Cold Forest
- Raging Ravine
- Underwater Ruins
- Ice Castle
- Sassy Squatch's Lair

### K. Kruizer III
- Booster Barrel Skyway
- K. Kruizer III Artillery
- K. Kruizer III Hull
- K. Kruizer III Engine
- King K. Rool